# Triangle Tyre
Triangle Tyre (三角輪胎T) è un'azienda cinese che produce pneumatici con i marchi Triangle e Diamondback, per veicoli quali autovetture, macchinari edili e movimento terra e per settore minerario, e pneumatici adatti a scopi speciali.
Al 2025 è il venticinquesimo produttore mondiale di pneumatici per fatturato.
Fondata a Weihai nel 1976, in assenza di un'industria automobilistica in Cina, nei primi anni l'azienda realizzava pneumatici di piccole dimensioni per spazzatrici indonesiane. Nel 1993, con l'insediamento di una nuova gestione, Triangle si è trasformata in un'impresa competitiva, investendo in una produzione più moderna e con una rigorosa disciplina della forza lavoro. La ristrutturazione sarebbe continuata fino agli anni 2000, quando l'azienda ha accettato un'offerta pubblica e ha investito in linee di produzione più sofisticate.